# Andrij Korobenko
Andrij V″jačeslavovyč Korobenko (in ucraino Андрій В'ячеславович Коробенко?; Černihiv, 28 maggio 1997) è un calciatore ucraino, centrocampista del Liepāja.

## Carriera

### Club
Cresciuto calcisticamente nelle giovanili dello Šachtar, nel maggio del 2016 esordisce in prima squadra. Successivamente viene mandato in prestito, senza mai giocare da titolare, prima al Čornomorec', poi al Mariupol'. Svincolatosi dallo Šachtar,  nel 2019 scende in seconda serie, firmando col Ruch L'viv, formazione con cui ottiene la promozione in prima divisione.
A inizio 2021, si trasferisce all'Inhulec'.

### Nazionale
Ha giocato nelle nazionali giovanili ucraine Under-19 ed Under-20.

## Palmarès

### Club

#### Competizioni nazionali
- Supercoppa d'Ucraina: 1

Šachtar: 2015
- Coppa d'Ucraina: 1

Šachtar: 2015-2016